# Cirrhinus rubirostris
Cirrhinus rubirostris és una espècie de peix cipriniforme de la família dels ciprínids.

## Morfologia
Els mascles poden assolir els 17,2 cm de longitud total.

## Distribució geogràfica
Es troba a Myanmar.